# Staronová synagoga
Staronová synagoga v Praze, mezinárodně známá také jako Altneuschul, Altnajšíl
(z jidiš אלטנאישיל), je jedna z nejstarších synagog v Evropě, která se stále používá k náboženským obřadům. Zároveň je jednou z nejstarších dochovaných synagogálních staveb v Evropě a také nejstarší dochovanou stavbou Josefova.
Vznikla někdy ve druhé polovině třináctého století, ještě na původních náplavkách Starého města pražského (v průběhu 13. století došlo ke zvýšení úrovně Starého města o 1–3 m jako součást protipovodňového opatření). Dříve se nazývala Nová škola, protože v dnešní ulici Dušní existovala Stará škola (synagoga). Později byla vystavěna další synagoga nazvaná Nová škola a tak pro nejstarší duchovní stánek vznikl název Stará Nová škola (Alt-Neuschul). V historických materiálech se setkáváme též s názvem Velká škola.
Ke vzniku synagogy se váže i vznik druhého nejstaršího židovského hřbitova (Židovská zahrada) na Novém Městě pražském. Synagoga se postupně stala centrem Židovského města. V jejím okolí vzniklo volné prostranství, které bylo využíváno jako tržiště, či sem lidé chodili prát prádlo. Tento prostor plnil též funkci protipožární, protože pokud by hořely okolní domy, plameny nemohly snadno přeskočit na synagogu.

## Historie

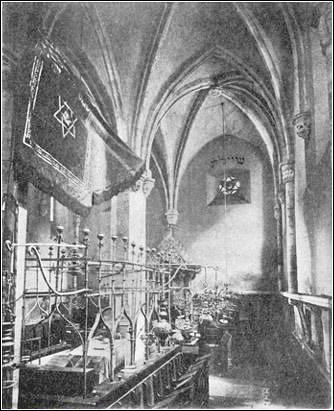
Interiér Staronové synagogy na historické fotografii

Samotné dvoulodní jádro synagogy bylo postaveno ve druhé polovině třináctého století (stylová analýza kamenických článků v interiéru budovy ji datuje až do samotného sklonku třináctého století) ve stylu rané, cisterciácké gotiky, po uvolnění práv za vlády Přemysla Otakara II. Později byla přidána vstupní síň na jihu a ženská galerie na západní straně synagogy, dále menší předsíň jako zvláštní vchod do ženské lodě a jako poslední severní ženská galerie.
V roce 1358 byla Karlem IV. synagoze udělena korouhev. Při velikonočních bouřích roku 1389 se Staronová synagoga stala svědkem masakru asi 3 000 židů, kteří se snažili dostat do synagogy, ale mnozí z nich zemřeli v jejím okolí. Stěny synagogy měly nést stopy po krvi obětí až do r. 1618, kdy byla synagoga opravena, což připomínají hebrejské nápisy na severní a jižní stěně hlavního sálu synagogy. Roku 1716 dal synagogu obnovit Karel VI. V roce 1883 byla pak synagoga puristicky obnovena architektem Josefem Mockerem, mj. byly vyměněny krovy a gotický štít do Pařížské ulice spolu s řadou dalších architektonických prvků nahrazeny kopiemi. Nevhodné úpravy byly částečně odstraněny při opravě v letech 1922–24. Mezi lety 1966–67 prošla Staronová synagoga památkovou rekonstrukcí, při níž byly mj. obnoveny hebrejské nápisy v interiéru.
V druhé polovině roku 1998 prošla Staronová synagoga další rekonstrukcí, za niž byla udělena projektantovi cena primátora Jana Kasla. Při rekonstrukci však došlo k některým pochybením, například při výkopových pracích zpočátku nebyli přítomni archeologové. V letech 2006 a 2007 byly provedeny další zásahy, neboť vzduchotechnika instalovaná při rekonstrukci nebyla dostatečně dimenzována. Chybou projektanta přitom v interiéru došlo k poškození původní gotické kamenné lavice.

### Program záchrany architektonického dědictví
V rámci Programu záchrany architektonického dědictví bylo v letech 1995-2014 na opravu památky čerpáno 2 700 000 Kč.
| rok    | 1997  | 1998 |
| ------ | ----- | ---- |
| částka | 1 900 | 800  |

## Popis stavby

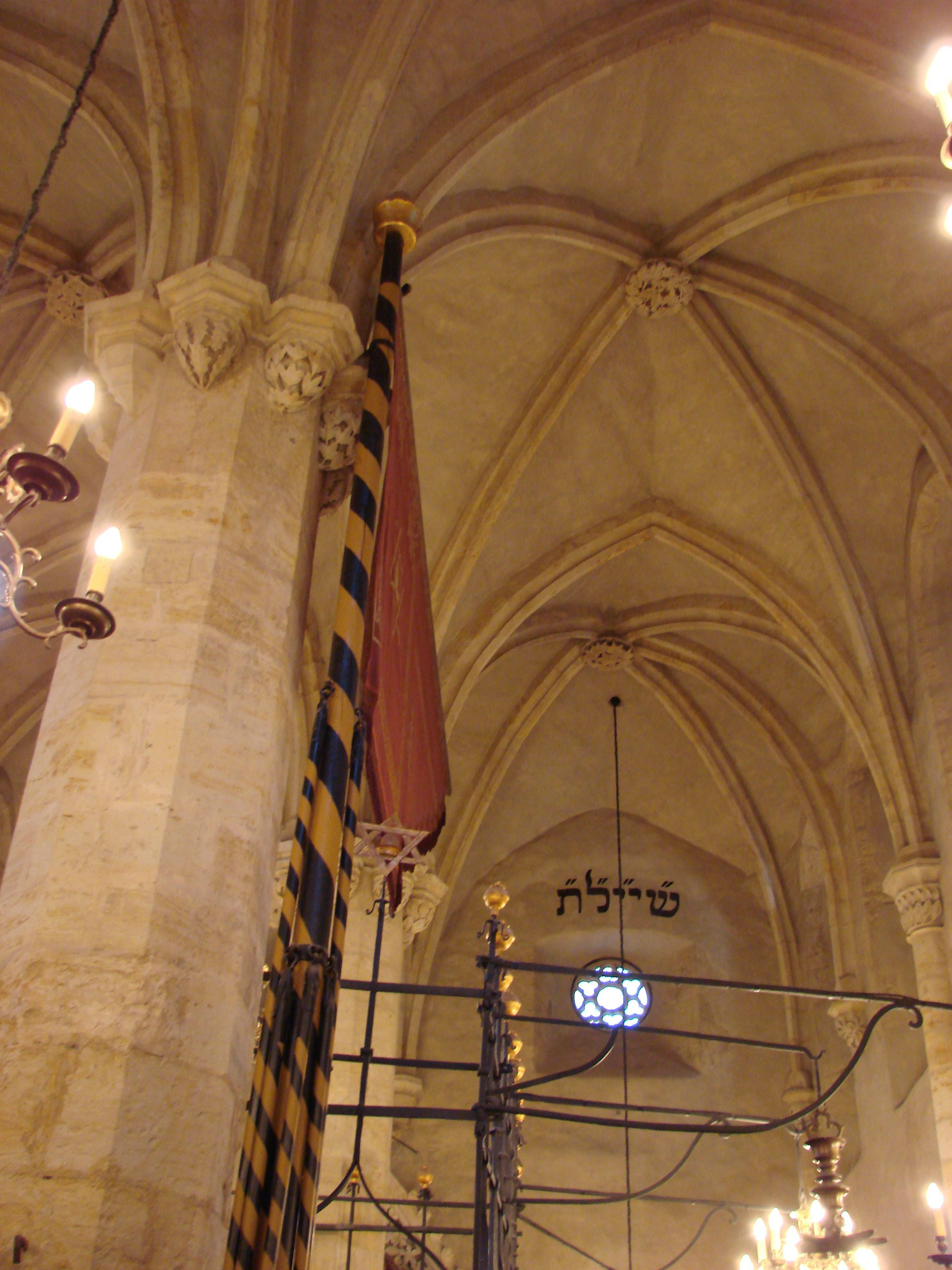
Interiér synagogy – klenba jižní lodi

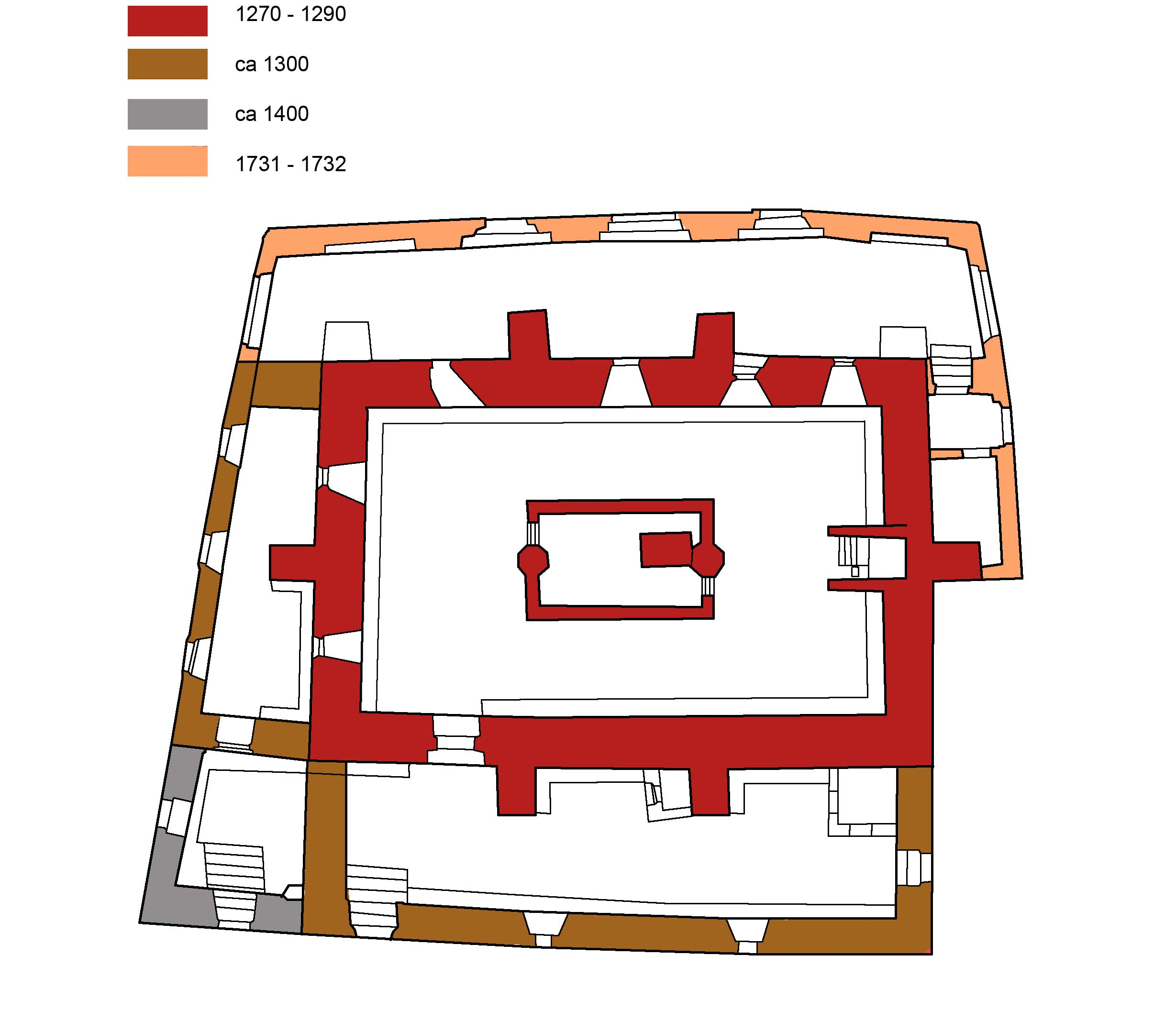
Půdorys Staronové synagogy

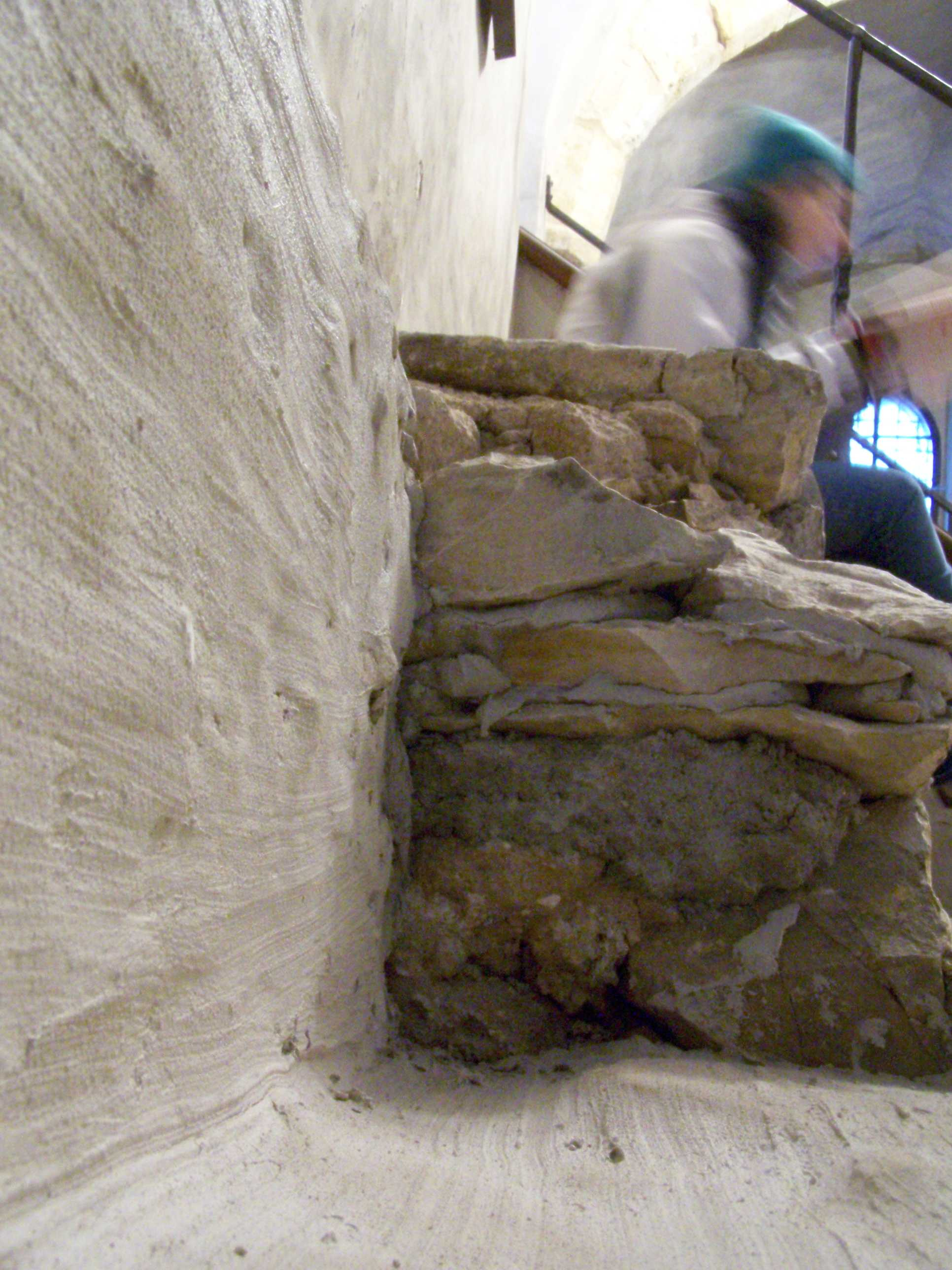
Lavice poškozená při poslední rekonstrukci

Obdélná gotická dvojlodní síňová stavba o třech polích křížové žebrové gotické klenby. Netradičně je však v každém poli klenby navíc přidáno páté žebro, vyrůstající stejně jako ostatní přízední žebra z oblých přípor s kalichovitými hlavicemi. Přípory pak vyrůstají z profilované římsy, která je nesena konzolami. Do dvojice osmibokých sloupů dělících dvojlodí jsou pak příslušná klenební žebra svedena prostřednictvím kalichovitých hlavic. Interiér osvětluje dvanáct úzkých gotických lomených oken, v čelní stěně pak dvojice drobných rozet. V prostoru mezi sloupy je dochována bima s bohatě kovanou gotickou mříží s motivy oslích hřbetů a v čele sálu Aron ha-kodeš s čtenářským pultem. Výzdoba architektonických článků i schrány na Tóru je tvořena rostlinnými motivy, zejména motivy vinné révy. Aron ha-kodeš je ozdoben dvěma renesančními sloupky ze 16. století.
Synagoga je přístupna bohatě profilovaným lomeným raně gotickým portálem s reliéfem vinných listů tympanonu. Dvanáct větví vinné révy má symbolizovat dvanáct izraelských kmenů. Na exteriéru budovy upoutá řada opěrných pilířů a především dvojice gotických cihelných štítů, pocházející zřejmě až z konce čtrnáctého století, z nichž však východní nahrazen r. 1883 kopií. Ze západu a severu byl k synagoze později připojen ještě další nízký přístavek, který sloužil jako prostor pro ženy a nahrazoval tak v synagogách tradičně používanou ženskou galerii. Přítomné ženy odtud mohly sledovat bohoslužbu pouze úzkými štěrbinovitými okny, směřujícími do hlavního sálu.
Původní části Staronové synagogy (hlavní sál) zřejmě budovala stavební huť, která se zúčastnila také budování řady cisterciáckých klášterů (Zlatá Koruna, Vyšší Brod, Osek) a patří tak, paradoxně, k nejlepším ukázkám rané cisterciácké gotiky v Čechách.
Přestože dvojlodní dispozice synagog byla ve středověku dosti běžná, dodnes se jich dochovalo pouze několik. Dvojlodní je například také pozdně gotická Stará synagoga v Krakově.

## Hebrejské nápisy v interiéru

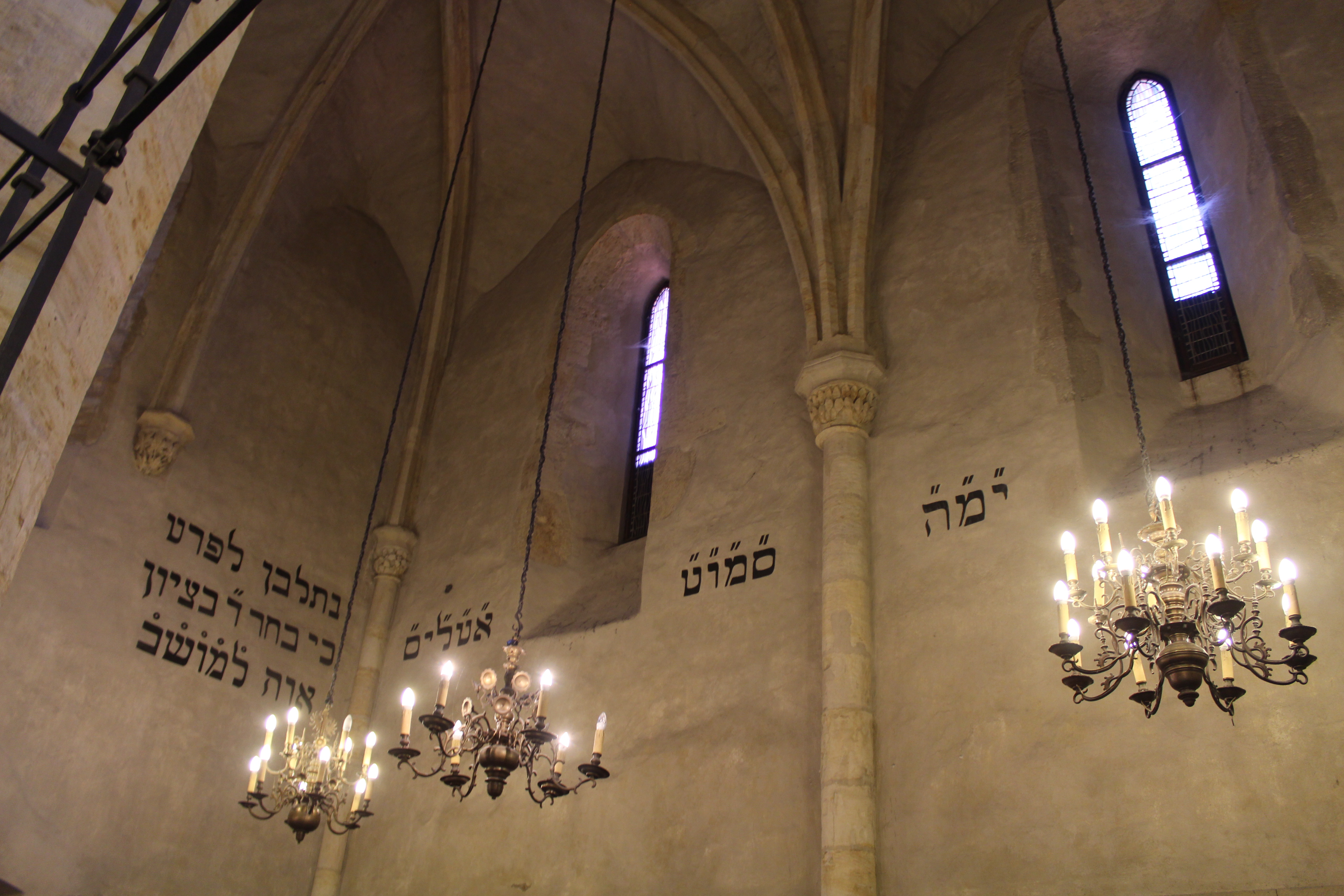
Hebrejské nápisy v severozápadním rohu synagogy.

Interiér je vyzdoben kromě plastik také gotickými nápisy v hebrejštině na obvodových stěnách:
- Na východní stěně, napravo od svatostánku: ש֞ײ֞ל֞ת֞ – Šiviti Hašem lenegdi tamid (Hospodina stále před oči si stavím). [2]
- Na východní stěně, nalevo od svatostánku: ד֞ל֞מ֞א֞ע֞  – De'u lifnej mi atem omdim (Vězte, před kým stojíte).[3]
- Na západní stěně vpravo: ג֞ה֞א֞ י֞מ֞ה֞ Gadol ha-one „Amen“ joter min ha-mevarech. (Větší je ten, kdo odpovídá „amen“, než ten, kdo žehná.[4]
- Na západní stěně vlevo: ס֞מ֞ו֞ט֞ – Sur me-ra va-ase tov (Odstup od zlého a čiň dobré)[5]
- Na západní stěně zcela vlevo: א֞ט֞ל֞יס֞ – Ach tov le-Jisra'el sela (Jak dobrý je [Bůh] k Izraeli).[6]
- Na jižní stěně: לפרט ד֞ א֯ח֯ד֯ ו֯ש֯מ֯ו֯ א֯ח֯ד֯‎ – Ha-Šem echad u-šmo echad (Hospodin je jediný a jeho jméno je jediné.) Úvodní slovo לפרט‎ upozorňuje, že nápis má rovněž význam číselného údaje ve zjednodušené podobě, tj. bez uvedení řádu tisíců.
- Na severní stěně: נתלבן לפרט כי בחר ד֞ בציון אוה ל֯מ֯ו֯ש֯ב֯‎ – Nitlaben lifrat: Ki bachar ha-Šem be-Cijon ivah le-mošav (Vybíleno roku: Neboť vyvolil Hospodin Sion, žádal ho za sídlo.)[7] Úvodní slova upozorňují, že nápis obsahuje letopočet vymalování synagogy ve zjednodušené podobě, tj. bez uvedení řádu tisíců.
- Před portálem: את הﭏהים ירא ואת מצותיו שמור כי זה כל האדם׃‎ – et ha-elohim jera ve-et micvotav šemor ki ze kol ha-adam (Boha se boj a jeho příkazy zachovávej, protože toto se týká každého člověka.)[8]

Nápisy na severní a jižní stěně současně označují letopočet [5]378. Na severní stěně je to součet číselných hodnot označených písmen posledního slova, na jižní stěně součet písmen označených posledních tří slov. Tento letopočet odpovídá gregoriánskému roku 1617–18, kdy byla synagoga vymalována a byly tak odstraněny původní nástěnné malby i krvavé stopy po masakru z r. 1389.

## Pověsti a zvláštnosti

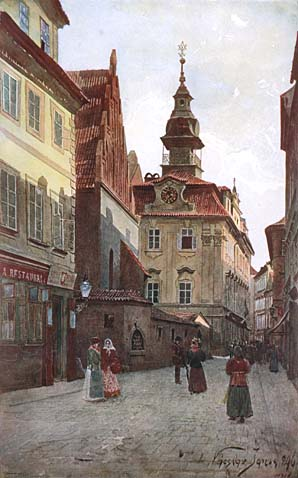
Synagoga (vlevo) na akvarelu Václava Jansy z konce 19. století, před asanací

Ke Staronové synagoze se váže i řada pověstí. Jedna z nich praví, že zde Maharal uložil na půdě Golema, poté, co ho deaktivoval vyjmutím tajné kabalistické formule z jeho úst. Maharal měl údajně golema uspat až po začátku Šabatu, kdy byl nucen přerušit bohoslužbu (po odzpívání žalmů 92 a 93, kterými se vítá Šabat) a porušil tak zákaz práce. Po návratu do synagogy začal proto oba žalmy zpívat znovu, jako by se nic nestalo. Tento liturgický zvyk se ve Staronové synagoze udržel dodnes.
Jiné hovoří o synagoze jako o skrýši před různými živly. Např. v roce 1689, kdy došlo k požáru na Starém Městě, lehlo mnoho budov popelem, ale Staronová synagoga toto přečkala (nenese dřevěné prvky).
Podle pověsti se nikdo nesmí posadit na sedadlo vrchního rabína v synagoze, jinak do roka zemře. Údajně se tak má dít rovněž na památku Maharala. Všechna dnešní sedadla v synagoze ovšem pocházejí až z 19. století.
Legendy též tvrdí, že kameny k založení synagogy byly prostřednictvím andělů přeneseny ze Šalamounova chrámu v Jeruzalémě. Ty zde byly uloženy pod podmínkou (hebrejsky: על תנאי‎ al tenaj), že až přijde Mesiáš a bude znovu vybudován Chrám, budou kameny přeneseny zpět na své místo. Synagoga pak byla podle této události pojmenována Al-tenaj, z čehož mělo vzniknout pozdější Altneu (staronová).

### Název
O původu názvu „staronová“ existují, kromě uvedeného vysvětlení, také různé legendy. Označení má být odvozeno od hebrejského עַל תְּנַאי (al tenaj), což znamená „pod podmínkou, že“. Odtud vzniklo německé „Altneu“ – „staronový“. Andělé prý při výstavbě Staronové synagogy přinesli kameny až z Jeruzalémského chrámu, ovšem „pod podmínkou, že“ po příchodu Mesiáše a obnově chrámu budou vráceny.
Podle jiného výkladu se prý, když byla při výstavbě synagogy odkopána zem, objevily zbytky starší synagogy. Na základech té „staré“ pak byla postavena „nová“ synagoga.

## Významní rabíni
Kromě Maharala působili v synagoze jako rabín i jeho žáci Klí Jakar a Jom Tov Lipmann Heller, kabalista Ješaja Horowitz, Jechezkel Landau nebo Šlomo Jehuda Rappaport, ve 20. století například Gustav Sicher, Hanuš Rezek nebo Karol Sidon. V současnosti je v synagoze rabínem David Peter.

## Náboženský život
19. března roku 2023 byl do synagogy slavnostně vnesen svitek Tóry, pocházející pravděpodobně z Polska ze začátku 18. století.